# Marsvin (adelsslægt)
 For alternative betydninger, se Marsvin. (Se også artikler, som begynder med Marsvin)
Marsvin er en uddød dansk uradelsslægt, der førte en med et sølv marsvin belagt rød skrå-bjælke i sølv felt, på hjelmen syv vekselvis røde og sølv strudsfjer og syv vekselvis sølv og røde faner. Johannes Marsvin nævnes 1310.

## Historie
Slægtens ældste led var knyttede til Odense. Jørgen Marsvin til Lindved og Hollufgård (død 1524), beklædte stillingen som rigskansler under kongerne Hans og Christian 2. Hans sønnesøn, rigsråden Jørgen Marsvin til Hollufgård og Dybæk (død 1581), var 1548 med på det store brudetog til Meissen og opvartede nogle år efter den fangne kong Christian på Kalundborg Slot. Han sad som lensmand på Tranekær, senere bl.a. på Helsingborg og Landskrona og deltog i krigen mod Sverige, 1568 som feltøverste. Blandt hans børn skal nævnes Otte Marsvin (1573-1647) og datteren Ellen Marsvin (1572-1649), der først ægtede Ludvig Munk til Nørlund (død 1602), derefter Knud Rud til Sandholt (død 1611). Efter at hun 1615 var blevet Christian 4.s svigermoder ved kongens ægteskab med hendes datter, Kirsten Munk, kom hun til at spille en fremtrædende rolle. De fleste af børnene i dette ægteskab blev opdragne i hendes hjem. Hun var en meget myndig og økonomisk, hensynsløs og stridbar dame og erhvervede efterhånden udstrakt gods, bl.a. Lundegård, Øster-Vallø, Lellingegård, Ulfeldtsholm, som hun lod kalde Ellensborg, det nuværende Holckenhavn, Kjærstrup på Tåsinge, Nørlund Slot, Boller, Rosenvold og øen Thurø. Rundt om på gårdene drev hun en mægtig bedrift med staldøksne og oprettede store ladegårde. Efter kongens brud med datteren vedblev hun en tid at stå i et ret venskabeligt forhold til ham, medens hendes forhold til Kirsten Munk var alt andet end godt. Senere levede hun dog i bitre stridigheder med sin kgl. svigersøn. Fra en af hendes brødre nedstammede oberstløjtnant Jokum Henrik Marsvin, der 1768 døde som sidste mand af slægten. I fortegnelsen over adelens tilnavne betegnet som "de smukke Marsviner".